# Жизнь в розовом дыму
«Жизнь в розовом дыму» — дебютный студийный альбом, двойной магнитоальбом группы «Чайф».
С целью записать песни Владимира Шахрина писатель Андрей Матвеев познакомил Владимира с гитаристом свердловской рок-группы «Трек» Михаилом Перовым. В мае 1985 года дома у Матвеева за три часа разучили и записали на принадлежавшей Илье Кормильцеву портативной студии «Sony» первую часть — акустический альбом «Волна простоты». Вторая часть — запись, получившая название «Дурные сны», сделана в июне на квартире у Владимира Шахрина и также выполнена в акустике. Запись велась на магнитофон «Sharp» — три микрофона, привязанные к спинкам стульев, были подключены к пульту «Карат». Шахрин с Бегуновым располагались на диване, а игравший на ксилофоне Олег Решетников, чтобы не мешать соседям, сидел в шатре, сделанном из ковра. Эти два альбома и составили летом 1985 года «двойник» «Жизнь в розовом дыму».
| Волна простоты | Дурные сны |
| 1. Волна простоты 2. Телефонный разговор 3. Я был солдатом 4. Камнепад 5. Завяжи мне глаза 6. Мне не хватает 7. Как жаль 8. Это 9. Мой блюз     | 1. Традиционная 2. Моя квартира 3. Дурные сны 4. Джинсовый фрак 5. Жизнь в розовом дыму 6. Гвадалахарский салон 7. Это 8. Квадратный вальс 9. Рок-н-ролл этой ночи 10. Блюз ночного дворника                                                                        |
| - Владимир Шахрин — вокал, гитара, гармоника - Михаил Перов — гитара - Владимир Бегунов, Владимир Огоньков — запись - Андрей Матвеев — продюсер | - Владимир Шахрин — гитара, гармоника, вокал, автор (кроме 10 — В. Бегунов / Р.Газизулин) - Владимир Бегунов — гитара, бас-гитара, вокал - Олег Решетников — перкуссия, барабаны, ксилофон, вокал - Чайф, Сергей Денисов — запись - все, кто был в доме — продюсеры |
| - Дмитрий Константинов — оформление | |

Выпуск альбома на компакт-диске группой не планируется, многие песни были перезаписаны позднее для акустической серии «Оранжевое настроение».
| «Оранжевое настроение»                                       | «Оранжевое настроение-II»                                                                              | «Оранжевое настроение-IV» | «Оранжевое настроение-V»                           |
| ------------------------------------------------------------ | --- | ------------------------- | -------------------------------------------------- |
| - Пиво - Традиционная под названием Традиционная (Для Майка) | - Волна простоты - Мне не хватает - Моя квартира - Это - Rock’n’roll этой ночи - Блюз ночного дворника | - Дурные сны              | - Камнепад - Жизнь в розовом дыму - Джинсовый фрак |